# Brokstedter Au
Die Brokstedter Au entsteht durch den Zusammenfluss von der Wiemersdorfer Au und der Hardebek-Brokenlander-Au in Brokstedt. Sie hat eine Länge von 3 km und mündet westlich von Brokstedt in die Stör.

## Bilder

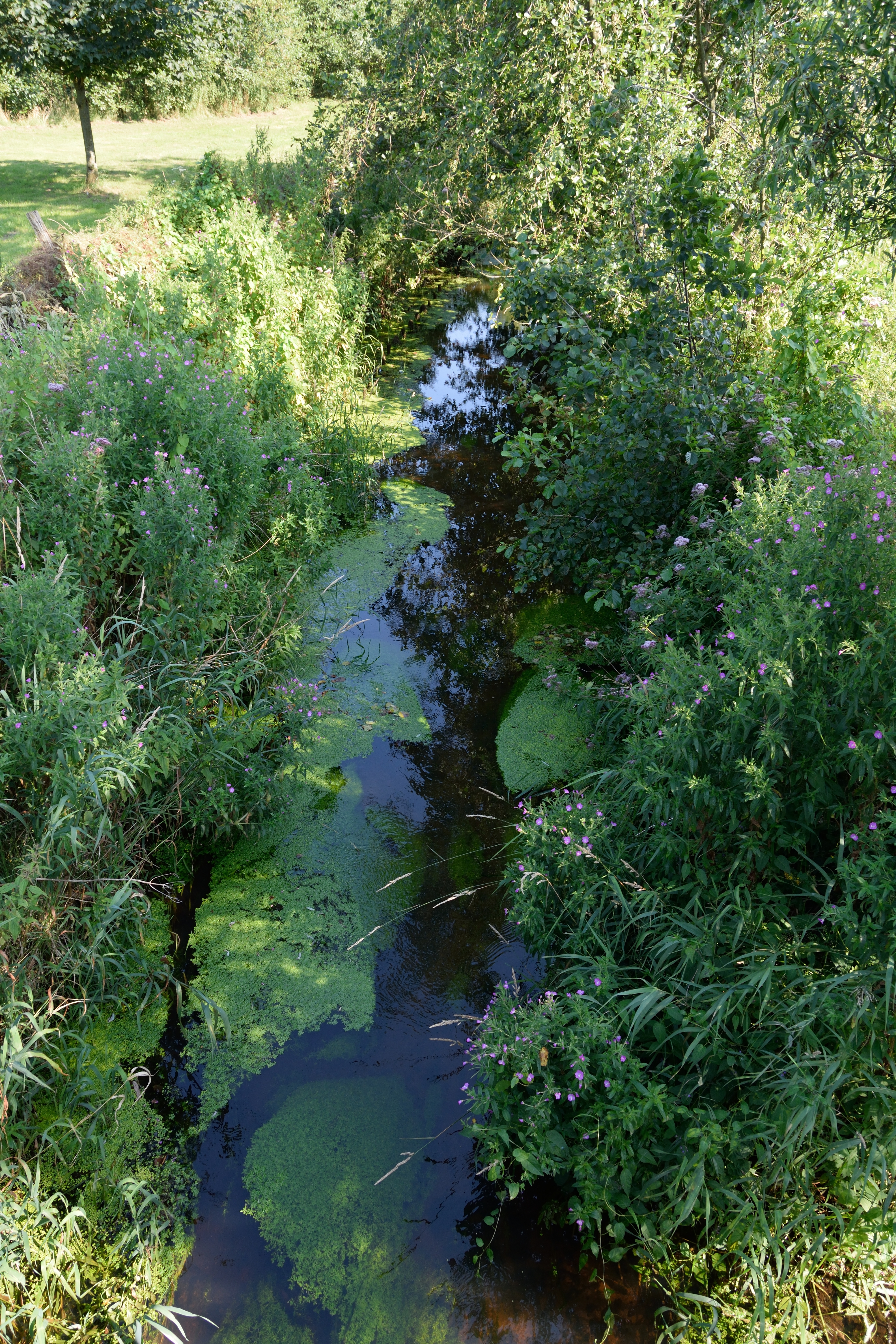
Die „Wiemesdorfer Au“ in Hasenkrug, einer der Quellbäche der Brokstedter Au
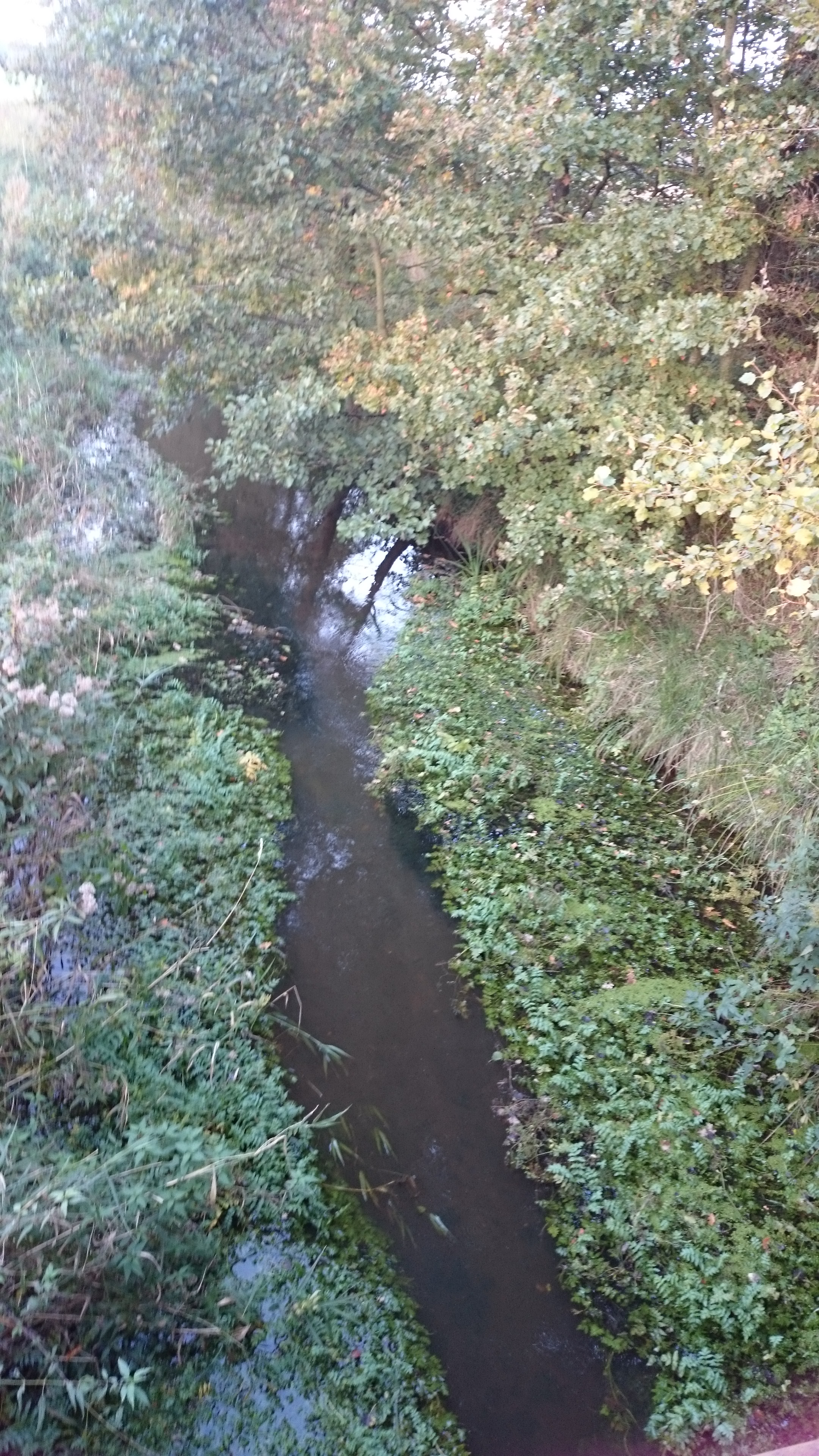
Die „Hardebek-Brokenlander-Au“ bei Großenaspe